# Molophilus flexilis
Molophilus flexilis là một loài ruồi trong họ Limoniidae. Chúng phân bố ở miền Australasia.